# 2003년 8월
| 2003년: 1월 · 2월 · 3월 · 4월 · 5월 · 6월 · 7월 · 8월 · 9월 · 10월 · 11월 · 12월 |

| <          | 2003년 8월 | 2003년 8월 | 2003년 8월 | 2003년 8월  | 2003년 8월 | >          |
| 일         | 월         | 화         | 수         | 목          | 금         | 토         |
|            |            |            |            |             | 1 7.4 병오 | 2 5 정미   |
| 3 6 무신   | 4 7 기유   | 5 8 경술   | 6 9 신해   | 7 10 임자   | 8 11 계축  | 9 12 갑인  |
| 10 13 을묘 | 11 14 병진 | 12 15 정사 | 13 16 무오 | 14 17 기미  | 15 18 경신 | 16 19 신유 |
| 17 20 임술 | 18 21 계해 | 19 22 갑자 | 20 23 을축 | 21 24 병인  | 22 25 정묘 | 23 26 무진 |
| 24 27 기사 | 25 28 경오 | 26 29 신미 | 27 30 임신 | 28 8.1 계유 | 29 2 갑술  | 30 3 을해  |
| 31 4 병자  |            |            |            |             |            |            |

| - 8월 4일 - 정몽헌 편집하기 |

## 2003년8월 31일
- 대한민국, 권노갑 전 민주당 고문, 현대비자금 200억 원 수수혐의로 구속 기소하다.

## 2003년8월 29일
- 대한민국 국회에서 주5일 근무제를 골자로 한 근로기준법 개정안이 국회 본회의에서 통과되다.
- 이라크의 나자프(ar)에서 차량 폭탄 테러로 82명이 사망하다. 희생자 중에는 저명한 종교 지도자인 사이드 모하마드 바키르 알 하킴도 포함되어 있었다.

## 2003년8월 28일
- 대한민국과 조선민주주의인민공화국, 제6차 남북 경제협력추진위원회 합의문 발표.

## 2003년8월 27일
- 화성이 지구에 6만 년 만에 처음으로 55,758,006킬로미터까지 대접근하였다.
- 6자 회담이 베이징에서 남·북·러·미·일·중 여섯 나라가 모여 처음으로 열리다.

## 2003년8월 25일
- 대한민국 정부, 신용불량자 81만 명 구제 대책을 발표하다.
- 르완다에서 대통령 선거가 실시되어 폴 카가메가 선출되다. 이 선거는 1994년의 학살 이후 최초로 시행된 대통령 선거이다.
- 뭄바이에서 두 차례에 걸친 차량 폭탄 테러로 52명이 사망하고 다수의 부상자가 발생하다.

## 2003년8월 24일
- 반북 시민단체들과 제22회 하계 유니버시아드대회 조선민주주의인민공화국 취재기자들 간에 충돌 사건이 발생하다.
- 브라질의 알칸타라 발사 센터에서 발사 중이던 VLS-1형 로켓이 폭발하여 21명이 사망하다.(pt:Acidente de Alcântara)

## 2003년8월 21일
- 제22회 하계 유니버시아드대회 대구광역시에서 개막하다.

## 2003년8월 17일
- 바그다드에서 로이터 통신 소속의 기자인 마젠 다나(Mazen Dana)가 미군에게 피격되어 사망하다.

## 2003년8월 14일
- 서울 지방법원, 간첩누명을 쓴 수지 김 유족에 42억 국가 배상 판결이 나왔다.
- 미국과 캐나다 등지에서 정전이 발생하다.

## 2003년8월 11일
- 권노갑 새천년민주당 전 고문이 현대 비자금 수수혐의로 긴급 체포되다.
- NATO, 아프가니스탄에서 평화 유지 활동을 시작하면서 54년 역사에서 사상 처음으로 유럽 외의 지역에서 작전을 개시하다.

## 2003년8월 10일
- 이탈리아에서 세계 최초 복제 망아지인 ‘프로메테아’가 탄생하다.

## 2003년8월 8일
- 대구 수성구의 경부선 고모역~경산역 구간에서 김천발 부산행 제303열차(무궁화)가 앞서 가던 동대구발 순천행 제2661열차(화물)를 추돌하여 2명이 사망하고 99명이 부상당하였다.(고모역 열차 추돌사고)

## 2003년8월 7일
- 바그다드의 요르단 대사관을 목표로 한 차량 폭탄 테러가 발생하여 17명이 사망하다.
- 한총련 소속 일부 대학생, 경기도 포천 미군 사격 훈련장 불법으로 진입하여 기습 시위하다.

## 2003년8월 5일
- 자카르타의 한 특급 호텔 앞에서 지마 이슬라미야(id)에 의한 것으로 추정되는 차량 폭탄 테러가 발생하여 16명이 사망하다.
- 현대자동차, 주5일 근무제 시행 등 노사협상 타결로 47일간의 파업을 마감하다.

## 2003년8월 1일
- 북오세티야 공화국의 모즈도크에서 일어난 자살 폭탄 테러로 50여 명이 사망하다.